# Ruta Nacional 197 (Argentina)

Mapa del recorrido de la vieja Ruta Nacional 197.

La Ruta Nacional 197 era el nombre que tenía antes de 1980 la carretera de 20 km en el norte del Gran Buenos Aires, República Argentina que une la antigua Ruta Nacional 195 en las cercanías de la estación Carupá y la estación de ferrocarril José C. Paz.
Mediante el Decreto Nacional 1595 del año 1979 se prescribió que este camino pasara a jurisdicción provincial. La Provincia de Buenos Aires se hizo cargo del mismo en 1988, cambiando su denominación a Ruta Provincial 197. Actualmente forma parte de la Ruta Provincial 24, que une las localidades de Tigre y La Choza (empalme con la Ruta Provincial 42), pasando por la ciudad de General Rodríguez. Debido al crecimiento que tuvo el Gran Buenos Aires actualmente es una avenida urbana que tiene los siguientes nombres de este a oeste:
- Partido de Tigre: Crisólogo Larralde, Presidente Perón e Hipólito Yrigoyen.
- Partido de Malvinas Argentinas: Avenida del Sesquicentenario.
- Partido de José C. Paz: Avenida Hipólito Yrigoyen.

## Localidades
Las localidades por las que pasa esta ruta de este a oeste son las siguientes:

### Provincia de Buenos Aires
Recorrido: 20 km (kilómetro 0-20)
- Partido de Tigre: Tigre, Troncos del Talar, General Pacheco y El Talar.
- Partido de Malvinas Argentinas: límite entre Ingeniero Pablo Nogués y Los Polvorines y límite entre Grand Bourg y Los Polvorines.
- Partido de José C. Paz: José C. Paz.